# پرچم ساموآ
پرچم ساموآ برای اولین بار در تاریخ ۲۴ فوریه ۱۹۴۹ در تراست شیپ به تصویب رسید و در تاریخ ۱ ژانویه ۱۹۶۲ در زمان استقلال ساموآ به‌طور رسمی مورد استفاده قرار گرفت. این پرچم از یک ناحیه قرمز با مستطیلی آبی در زاویه بالایی سمت چپ، با ۵ ستاره در ناحیه آبی رنگ تشکیل شده‌است. این ستاره‌های سفد رنگ نشانی از صور فلکی چلیپا هستند.

## پرچم‌های تاریخی
در تاریخ ۲۹ اوت ۱۹۱۴ ساموآ توسط نیروهای نیوزلند تسخیر شد و نشان رسمی این کشور به شکل سه درخت خرما احاطه شده به رنگ قرمز و در زاویه سمت چپ بالایی پرچم بریتانیا درآمد. شکل آبی این پرچم در خشکی و شکل قرمزش در دریا استفاده می‌شد.

پرچم ساموآی آلمان از ۱ مارس ۱۹۰۰ تا ۲۹ اوت ۱۹۱۴
پرچم پیشنهادی ساموآی آلمان (هیچگاه استفاده نشد)
پرچم نیوزیلند از ۱۹۱۴ - ۱۹۲۰ در زمان تسخیر شدن به دست نیروهای نیوزلندی
پرچم رسمی منطقه ساموآ غربی تحت قیمومت بریتانیا ۱۷ دسامبر ۱۹۶۲- ۱ ژانویه ۱۹۲۰
پرچم ساموآ ۲۶ می ۱۹۴۸-۲۴ فوریه ۱۹۴۹

## پرچم‌های مشابه
تایوان